# Richtfunksammler Wolfsheim

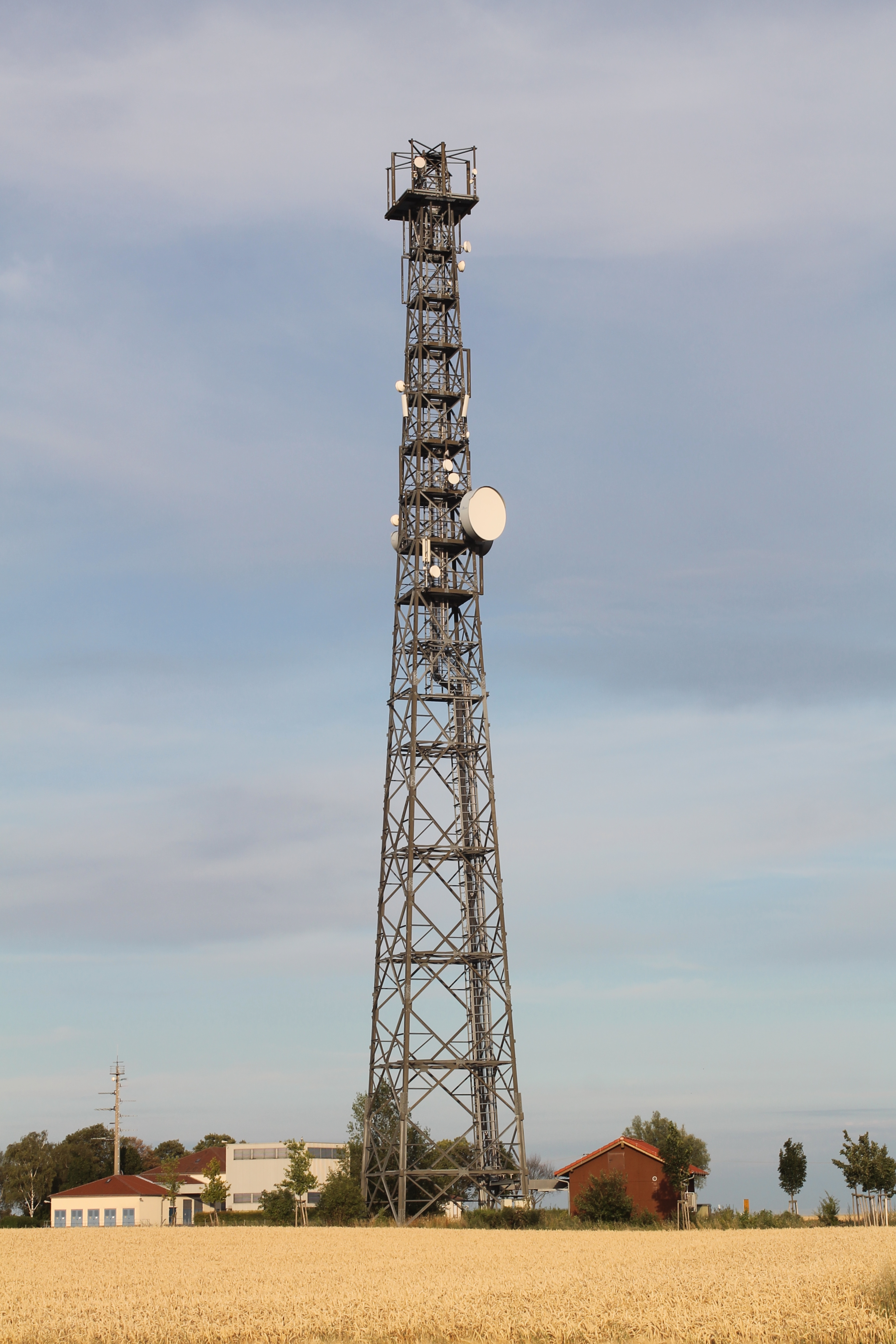
Richtfunksammler Wolfsheim

Der Richtfunksammler Wolfsheim ist ein im Jahr 2003 errichteter 63,25 Meter hoher freistehender Stahlfachwerkturm. Der 800 m östlich der Gemeinde Wolfsheim befindliche Turm gehört der Firma Vodafone und stand nie in irgendeiner Verbindung zum benachbarten Rheinsender.
Der Turm dient als Endpunkt der von zahlreichen Mobilfunkstationen ausgehenden Richtfunkstrecken, weshalb er auch über zahlreiche Richtfunkantennen verfügt. Die Signale dieser Richtfunkstrecken werden am Standort des Richtfunksammlers Wolfsheim demoduliert und in das Fernsprechkabelnetz eingespeist, um auf diese Weise zum Beispiel Fernsprechverbindungen zwischen Mobilfunk- und Festnetzteilnehmern herzustellen. Der Richtfunksammler Wolfsheim ist ein reiner Richtfunkturm und verfügt über keine Mobilfunk-Basisstation.